# Médaille Kolmogorov
La médaille Andreï Kolmogorov est décernée chaque année depuis 2003 par le collège royal Holloway de l'université de Londres, pour honorer les recherches dans la suite de celles d'Andreï Kolmogorov en informatique théorique et en mathématiques.

## Historique
La médaille Kolmogorov a été attribuée la première fois en 2003, pour célébrer le centenaire de la naissance d'Andreï Kolmogorov.

## Attribution
Chacun peut proposer un candidat. Le conseil de l'université de Londres reste néanmoins responsable du choix final.

## Lauréats
- 2003 : Ray Solomonoff
- 2004 : Leonid Levin
- 2005 : Per Martin-Löf
- 2006 : Jorma Rissanen
- 2007 : Iakov Sinaï
- 2010 : Robert Merton